# 中国地质科学十八罗汉
中国地质科学十八罗汉，是指1916年从北洋政府农商部地质研究所毕业的18名中国自己培养的第一批地质科学工作者。1913年在丁文江提议下，成立工商部地质研究所，后改名农商部地质研究所，由章鸿钊，翁文灏等先生为教员，入学时，全班共30个学生，因病因故中途退学者8人，毕业时只剩下22人。其中只有18人，成绩合格，拿到了的毕业文凭。因此，在中国地质史上，俗称十八罗汉。

## 列表
正是有了以十八罗汉为主导的第一批地质学家们，中国的地质调查和地质研究工作才得以大规模进行，也取得举世瞩目的成果，例如北京人头盖骨的发掘，煤矿和油田的发现与开采等等。中国地质学早期的许多领袖人才，如谢家荣、王竹泉、叶良辅、李捷、谭锡畴、朱庭祜、李学清等先生，无疑都是十八罗汉中的佼佼者。
十八罗汉的名单如下：
- 叶良辅
- 王竹泉
- 赵志新
- 谢家荣
- 朱庭祜
- 谭锡畴
- 李捷
- 陈树屏
- 张慧
- 祁锡祉
- 杨培纶
- 徐韦曼
- 徐渊摩
- 刘季辰
- 卢祖荫
- 李学清
- 周赞衡
- 仝步瀛

而没有拿到毕业证书的４个人，分别为：
- 刘世才
- 马秉铎
- 赵汝钧
- 唐在勤